# سرویس خبری چین

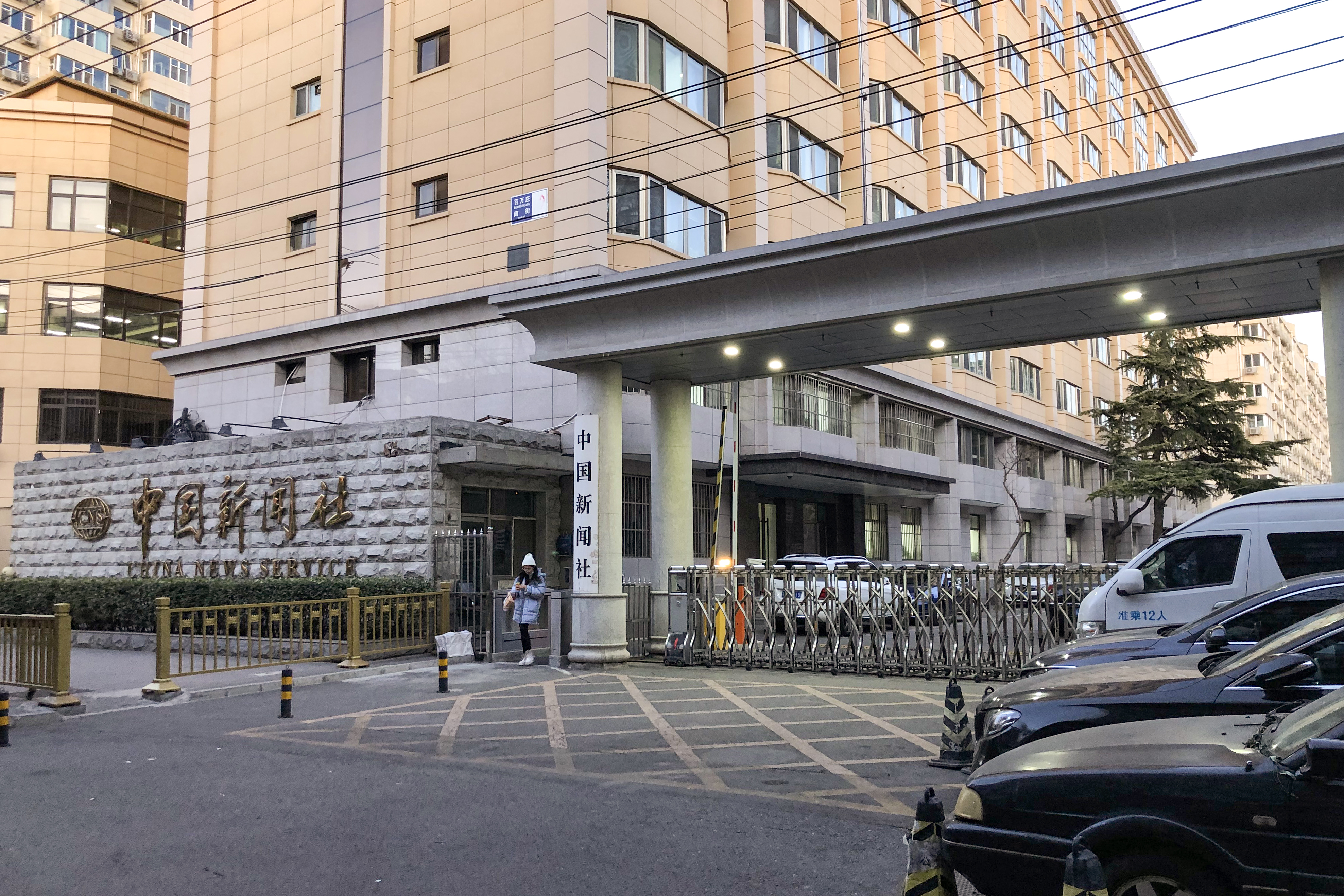
نمایی از گیت غربی مجتمع سرویس خبری چین - ۲۰۲۰

سرویس خبری چین (به چینی: 中国新闻社) (به انگلیسی: China News Service) دومین سرویس بزرگ خبری دولتی جمهوری خلق چین می‌باشد که سرویس خبری شین‌هوآ را دنبال می‌کند. این خبرگزاری در سال ۱۹۵۲ میلادی افتتاح شد و دفاتر و ایستگاه‌های خود را در چین و همچنین هنگ کنگ و ماکائو بنیان نهاد. این خبرگزاری همچنین دارای دفاتری در کشورهای دیگر از جمله آمریکا، ژاپن، فرانسه و استرالیا می‌باشد.